# Пария (полуостров)
Пария (на испански: Península de Paria) е полуостров в северната част на Южна Америка, в североизточната част на Венецуела, в щата Сукре. Вдава се на 120 km на изток в Карибско море, като затваря от север големия залив Пария. На изток широкия 11 km проток Бокас дел Драгон (Устата на дракона) го отделя от остров Тринидад. Площта му е 2438 km². Бреговете му са слабо разчленени, като северните са предимно високи и стръмни, а южните – ниски и плоски. Северната му част е планинска с максимална височина 1254 m и планините представляват крайните източни разклонения на Карибските Анди. Южната му част е равнинна и плоска. Климатът е субекваториален, влажен през лятото и сух през зимата. Северните склонове на планините са заети от ксерофитни ливади и храсти, а южните – от вечнозелени гори. В югозападната му равнинна част се отглежда висококачествено какао. На южното му крайбрежие са разположени градовете Гуирия и Ирапа. Южният бряг на полуострова е открит на 5 и 6, а северния на 12 и 13 август 1498 г. от великия испански мореплавател Христофор Колумб по време на третата му експедиция.